# Windows XP Professional x64 Edition
Windows XP Professional x64 Edition is de 64 bitversie van Windows XP Professional. Hierdoor wordt het mogelijk om meer dan 3,2 gigabyte aan geheugen te adresseren. De 64 bitversie kan ook 32 bitprogramma's draaien via een sublayer op het Windows-systeem.

## Voordelen
- Maakt gebruik van de Windows Server 2003-kernel. Deze is nieuwer dan de 32 bit-Windows XP-kernel en heeft een verbeterde schaalbaarheid.[1] Windows XP Professional x64 Edition introduceert ook Kernel Patch Protection (ook bekend als PatchGuard) die kan helpen bij het verbeteren van de veiligheid door het helpen bij het uitschakelen van rootkits.[2]
- Ondersteunt GPT-gepartitioneerde harde schijven voor data (maar niet om op te starten).[3]
- Maakt gebruik van de nieuwe IPsec-functies en verbeteringen van Windows Server 2003.[4]
- Maakt gebruik van de nieuwe Shadow Copy-functies in Windows Server 2003[5] en alle opslagverbeteringen.
- Remote Desktop server ondersteunt Unicode-tekstinvoer, GDI+-rendering voor verbeterde prestaties, FIPS-encryptie en nieuwe Group Policy-instellingen.[6]

## Nadelen
- 32 bit-stuurprogramma's (drivers) werken niet goed op een 64 bit (x64)-systeem
- Elke 32 bit-Windows Explorer-uitbreiding werkt niet met de 64 bit-Windows Explorer.[7] Er wordt echter ook een 32 bit-Explorer meegeleverd die als standaard gebruikt kan worden via een kleine aanpassing in het register. De 64 bitversie van Windows 7 heeft geen 32 bit-Explorer meer.[8]
- Elk 16 bitprogramma zal niet werken. Sommige (meestal oudere) 32 bitprogramma's hebben 16 bitinstallatiewizards die niet zullen werken op een 64 bitbesturingssysteem met uitzondering van enkele 16 bit-installers zoals ACME Setup versies 2.6, 3.0, 3.01, 3.1 en InstallShield 5.x gecodeerd in WOW64.[9]
- Spellingscontrole is niet beschikbaar in Outlook Express.[10]
- IEEE1394 (FireWire)-audio wordt niet ondersteund.[11]